# Trilofo (Arcadia)
Trilofo  este un oraș în Grecia în Prefectura Arcadia.